# SZA
Solána Imani Rowe (* 8. listopadu 1989), známá pod jménem SZA (čti „Siza“), je americká R&B zpěvačka a skladatelka ze Saint Louis, Missouri. SZA byla v roce 2018 nominována na cenu Grammy v několika kategoriích.

## Diskografie

### Studiová alba
- Ctrl (2017)
- SOS (2022)

#### Znovuvydaná alba
- Lana (2024)

### EP
- See.SZA.Run (2012)
- S (2013)
- Z (2014)